# Arden-Arcade, Kalifornien
Arden-Arcade är en ort (CDP) i Sacramento County, i delstaten Kalifornien, USA. Enligt United States Census Bureau har orten en folkmängd på 92 186 invånare (2010) och en landarea på 46,2 km².